# Bara Banki
Bara Banki är ett distrikt i den indiska delstaten Uttar Pradesh, och hade 2 673 581 invånare år 2001 på en yta av 3 825 km². Det gör en befolkningsdensitet på 699,0 inv/km². Den administrativa huvudorten är staden Nawabganj. De största religionerna är hinduism (77,51 %) och islam (22,04 %).
Landet, som här är en enda stor slätt, bevattnas av Ganges och Gogra, båda segelbara. På sommaren kan värmen stiga till 45 °C och på vintrarna kan temperaturen sjunka ner mot 2 °C. Nederbörden ligger kring 1000 mm per år, mestadels kommer den mellan juni och september samt mellan november och januari. Huvudprodukter är ris, vete, foderväxter, sockerrör, tidigare även opium, samt olja.
Bara Banki ingick i Nordvästprovinserna i Brittiska Indien, och under kolonialtiden bedrevs här ivrig handel med jordbruksprodukter.

## Administrativ indelning
Distriktet är indelat i sex kommunliknande enheter, tehsils:
- Fatehpur, Haidegarh, Nawabganj, Ramnagar, Ramsanehighat, Sirauli Gauspur

## Städer
Distriktets städer är huvudorten Nawabganj samt Banki, Dariyabad, Dewa, Fatehpur, Haidergarh, Ramnagar, Rampur Bhawanipur, Satrikh, Siddhaur, Tikait Nagar och Zaidpur.
Urbaniseringsgraden låg på 9,30 procent år 2001.